# Саво Вукелић
Саво Вукелић (Дрежница, код Огулина, 27. јануар 1917 — Ријека, 25. август 1974), учесник Народноослободилачке борбе, генерал-пуковник ЈНА и народни херој Југославије.

## Биографија
Рођен је у селу Дрежници, код Огулина, 27. јануара 1917. године. Завршио је основну школу, после које је уписао ваздухопловну подофицирску школу, у којој је био други у генерацији, у падобранству.
После Априлског рата и окупације Краљевине Југославије 1941. године, Саво се вратио у Дрежницу. Радио је на припремама за подизање устанка, а у јулу је примљен у чланство Комунистичке партије Југославије (КПЈ).
Прво се налазио на месту заповедника партизанског кампа код села Томића, затим на месту командира Дрежничког партизанског одреда, са којим учествује у борбама на Јаворници, око Дрежнице и Јасенка. На место команданта батаљона је постављен у септембру 1941. године, а 15. априла 1942. године долази на место заменика команданта Пете оперативне зоне Хрватске. У јануару је постављен за команданта Шесте приморско-горанске бригаде и са њом до августа 1943. године извео низ акција на подручју Горског котара, Хрватског приморја и Лике. После тога је од августа до септембра био је начелник Штаба Тринаесте приморско-горанске дивизије, а потом је по наредби Главног штаба НОВ и ПО Хрватске, пребачен на дужност команданта Оперативног штаба за Истру.
Активно је радио је на развоју Народноослободилачког покрета у Истри. Имао је значајног успеха у формирању и оспособљавању нових јединица. Тако да је од већег броја јединица и бригада формирана, 29. августа 1944. године, 43. истарска дивизија, чији је он био први командант. Због прилива великог броја бораца у јединице Народноослободилачке војске Југославије, било је неопходно оспособити командни кадар. Део кадра је упућен на школовање у Главни штаб НОВ и ПО Хрватске, а други се припремао под непосредним руководством Саве Вукелића. На Првом заседању ЗАВНОХ-а изабран је за већника, а био је и члан Покрајинског комитета КПЈ за Горски котар.
После ослобођења Југославије, Вукелић је завршио више и високе војне школе и обављао низ дужности у Југословенској народној армији (ЈНА) — командант дивизије, командант Официрске школе, командант гардијске дивизије, командант војног подручја, инспектор у копненој војсци и начелник Више војне школе копнене војске.
Преминуо је 25. августа 1974. године у Ријеци, а сахрањен је у Алеји народних хероја на београдском Новом гробљу.
Носилац је Партизанске споменице 1941. и других југословенских одликовања, међу којима су: Орден ратне заставе, Орден партизанске звезде са златним венцем, Орден заслуга за народ са златном звездом, Орден братства и јединства са златним венцем и два Ордена за храброст. Орденом народног хероја је одликован 27. новембра 1953. године.